# Superstar K
Superstar K (em coreano:  슈퍼스타 K) foi um programa televisivo de show de talentos sul-coreano, exibido pela primeira vez em 24 de julho de 2009, até sua exibição final em 8 de dezembro de 2016, composto de oito temporadas, transmitidas pela Mnet. O conceito do Superstar K, envolveu encontrar a próxima "superestrela" da música, com o vencedor sendo determinado a cada semana, através de uma combinação de pontuações dadas por jurados e pelos votos dos telespectadores. Tradicionalmente, o vencedor final de cada temporada obteve a chance de se apresentar durante a premiação Mnet Asian Music Awards, bem como receber outros prêmios.  
Superstar K recebeu intensa popularidade em suas três primeiras temporadas, onde revelou atos populares como Seo In-guk, Huh Gak, John Park, Kang Seung-yoon, Ulala Session, Busker Busker, dentre outros, e atingiu seu pico de audiência durante a quarta temporada, tendo atos como Roy Kim e Jung Joon-young. A partir de sua quinta temporada, o programa experimentou um declínio de popularidade e audiência, até o seu encerramento em sua oitava temporada, que recebeu o ano de exibição em seu título, ao invés do número correspondente a temporada vigente. 

## Temporadas

### Superstar K1
Exibido de 24 de julho a 9 de outubro de 2009, seus jurados foram Lee Seung-chul, Lee Hyori e Yang Hyun-suk. O cantor e ator Seo In-guk, conquistou a primeira colocação desta temporada.

### Superstar K2
Exibido de 23 de julho a 22 de outubro de 2010, seus jurados foram Lee Seung-chul, Uhm Jung-hwa e Yoon Jong-shin. O cantor Huh Gak, conquistou a primeira colocação desta temporada. 

### Superstar K3
Exibido de 11 de agosto a 11 de novembro de 2011, seus jurados foram Lee Seung-chul, Yoon Mi-rae e Yoon Jong-shin. O grupo masculino Ulala Session, conquistou a primeira colocação desta temporada.

### Superstar K4
Exibido de 17 de agosto a 23 de novembro de 2012, seus jurados foram Lee Seung-Chul, Yoon Mi-Rae, Psy e Yoon Gun, este último entrou no programa substituindo Psy, que saiu de Superstar K4, durante a formação do top 9, a fim de promover sua canção "Gangnam Style (강남 스타일)" no exterior. O cantor Roy Kim, sagrou-se o vencedor desta temporada. 

### Superstar K5
Exibido de 9 de agosto a 15 de novembro de 2013, seus jurados foram Lee Seung-chul, Yoon Jong-shin e Lee Ha-neul. O cantor Park Jae-jung, sagrou-se o vencedor desta temporada.

### Superstar K6
Exibido de 22 de agosto a 21 de novembro de 2014, seus jurados foram Lee Seung-chul, Yoon Jong-shin, Kim Bum-soo, Baek Ji-young e 
Ailee. O cantor Kwak Jin-eon, conquistou a primeira colocação desta temporada.

### Superstar K7
Exibido de 20 de agosto a 9 de novembro de 2015, seus jurados foram Yoon Jong-shin, Kim Bum-soo, Baek Ji-young e Sung Si-kyung. O cantor Kevin Oh, conquistou a primeira colocação desta temporada.

### Superstar K 2016
Exibido de 22 de setembro a 8 de dezembro de 2016, esta última temporada contou com os jurados Kim Bum-soo, Gummy, Gil Seong-joon, Kim Yeon-woo, Brave Brothers, Ailee e Han Sung-ho (CEO da FNC Entertainment). O cantor Kim Young Geun, conquistou a primeira colocação desta temporada.